# Haut-de-Bosdarros
Haut-de-Bosdarros è un comune francese di 280 abitanti situato nel dipartimento dei Pirenei Atlantici nella regione della Nuova Aquitania.

## Società

### Evoluzione demografica
Abitanti censiti